# Konstantin Küspert
Konstantin Küspert (* 1982 in Regensburg) ist ein deutscher Dramatiker und Dramaturg.

## Leben
Konstantin Küspert studierte Germanistik, Politik und Philosophie an der Universität Wien sowie Szenisches Schreiben an der Universität der Künste Berlin. Von 2013 bis 2015 war er Schauspieldramaturg am Badischen Staatstheater Karlsruhe. Dort entwickelte er unter anderem Stücke zu NSU und NSA sowie eine Bühnenadaption von Hermann Hesses Roman Das Glasperlenspiel. Außerdem übertrug er Euripides’ Die Troerinnen neu ins Deutsche. Seit der Spielzeit 2017/18 ist Konstantin Küspert als Dramaturg am Schauspiel Frankfurt tätig. Mit seinem Stück Der Westen wurde er zu den Mülheimer Theatertagen 2019 eingeladen.
Küspert ist Mitglied im PEN-Zentrum Deutschland. Im Juni 2022 wurde er bei der Gründung vom PEN Berlin Mitglied im Board.

## Werk
Konstantin Küspert entwirft in seinen Stücken Science-Fiction-Welten, die sowohl erschrecken als auch faszinieren. 2016 beschrieb er in sterben helfen eine Gesellschaft, die Krankheit und Leiden überwindet, indem sie den Suizid zur Norm deklariert. Im Drama das ende der menschheit aus dem Jahr 2017 schildert er das planvolle Aussterben der Homo Sapiens; der Planet soll durch Kinder ohne Geschlechtsmerkmale gerettet werden. Und in dem im selben Jahr aufgeführten Stück believe busters versuchen vier Zeitreisende, religiöse Fanatiker zu töten, verwickeln sich dabei aber in Widersprüche.
Küsperts Theaterarbeiten gleichen häufig Forschungsprojekten; in den dokumentarischen Stücken kommen seine akribische Recherche und seine Begeisterung für Wissenschaft zur Geltung. So entwickelte er in Karlsruhe als Dramaturg das Projekt Ich bereue nichts, das sich auf die NSA-Enthüllungen von Edward Snowden konzentrierte. Das Rechercheprojekt Rechtsmaterial hebt wiederum die Kontinuität rechten Denkens in Deutschland hervor. Im Stück europa verteidigen von 2016 wird der Mythos von Europa und dem Stier erzählt – angefangen bei den Kriegen der Römer über die Kreuzzüge bis hin zu den Verbrechen der Wehrmacht.

## Auszeichnungen
- 2017 Publikumspreis des Mülheimer Dramatikerpreis für europa verteidigen[6]

## Werke (Auswahl)
- 2011: maschine stadt mensch, UA Oktober 2011 im Rahmen des 1. Karlsruher Theaterfestivals, Badisches Staatstheater Karlsruhe, R: Banafsche Hourmazdi, Janina Schröder, Dominik Weber
- 2011: von der zukunft, UA Oktober 2011 im Rahmen des 1. Karlsruher Theaterfestivals, Badisches Staatstheater Karlsruhe, Regie: Nina Gühlstorff
- 2012: wer wir sind, UA als szenische Lesung 2012 in der Reihe „Das neue Stück“, Badisches Staatstheater Karlsruhe, Regie: Michael Letmathe
- 2013: mensch maschine, UA am 22. September 2013, Theater Regensburg, Regie: Sahar Amini
- 2015: pest, UA am 27. November 2015, Theater Regensburg, Regie: Katrin Plötner
- 2015: rechtes denken, UA am 18. Oktober 2015, E.T.A.-Hoffmann-Theater Bamberg, Regie: Julia Wissert
- 2016: europa verteidigen, UA am 9. Oktober 2016, E.T.A.-Hoffmann-Theater, Regie: Cilli Drexel – „Stücke 2017“
- 2016: sterben helfen, UA am 15. Dezember 2016, Badisches Staatstheater Karlsruhe, Regie: Marlene Anna Schäfer
- 2017: das ende der menschheit, UA am 17. Februar 2017, Staatsschauspiel Dresden, Regie: Anton Kurt Krause
- 2017: believe busters, UA am 25. Februar 2017, Landestheater Tübingen, Regie: Dorothea Schroeder
- 2018: asche, UA am 26. Januar 2018, Landestheater Detmold, Regie: Kathrin Mayr
- 2018: Der Reichsbürger (zusammen mit Annalena Küspert), UA am 14. Februar 2018, Theater Münster, Regie: Julia Prechsl
- 2018: der westen, UA am 20. Mai 2018, Ruhrfestspiele Recklinghausen / E.T.A.-Hoffmann-Theater Bamberg, Regie: Sibylle Broll-Pape.
- 2023: Die Mitbürger (zusammen mit Annalena Küspert), UA: 26. Januar 2023 Hans Otto Theater Potsdam, Regie: Esther Hattenbach[7]
- 2024: Sisyphos' Kinder UA: 15. Mai 2024 Theater Winkelwiese